# Wayne Collett
Wayne Curtis Collett (ur. 20 października 1949 w Los Angeles, zm. 17 marca 2010 tamże) – afroamerykański lekkoatleta reprezentujący Stany Zjednoczone, który specjalizował się w biegu na 400 metrów.
Collett podczas igrzysk olimpijskich w Monachium (1972) wywalczył srebrny medal w rywalizacji czterystumetrowców. W czasie dekoracji biegacz wraz ze złotym medalistą Vincentem Matthewsem zachowywał się niestosownie – obaj chcieli zwrócić uwagę na problemy czarnoskórych mieszkańców USA. Zachowanie sportowców zostało odebrane jako manifest polityczny. Lekkoatleci zostali wycofani ze składu sztafety 4 × 400 metrów przez co reprezentacja Stanów Zjednoczonych nie wystartowała w biegu rozstawnym. Incydent ten sprawił, że Międzynarodowy Komitet Olimpijski zakazał sprinterom startu w kolejnych igrzyskach. 
W 1971 roku ukończył studia prawnicze na University of California. Po zakończeniu kariery pracował jako prawnik oraz zajmował się nieruchomościami.